# Małgorzata Babicka
Małgorzata Beata Babicka (Jelenia Góra, 6 settembre 1985) è un'ex cestista polacca.

## Carriera
Con la Polonia ha disputato i Campionati europei del 2011.